# Teodor Herman
Teodor Herman (n. 31 decembrie 1855, Vălenii Lăpușului, Comitatul Maramureș, Imperiul Austriac – d. 3 septembrie 1935) a fost un deputat în Marea Adunare Națională de la Alba Iulia, organismul legislativ reprezentativ al „tuturor românilor din Transilvania, Banat și Țara Ungurească”, cel care a adoptat hotărârea privind Unirea Transilvaniei cu România, la 1 decembrie 1918 .

## Biografie
Urmează Școala Primară din Vălenii Lăpușului, Școala Confesională Greco-Catolică din Târgu Lăpuș, Gimnaziul Romano-Catolic din Baia Mare, Facultatea de Drept și Științe Politice a Universității „Franz Joseph” din Cluj și Institutul Teologic-Pedagogic „Andreian” din Sibiu, fiind hirotonit de episcopul Miron Romanul în anul 1883.
Între 1883 și 1935 a fost preot-paroh în Dej, iar din 1886 protopop al Protopopiatului Dej, funcție din care se preocupă de construirea de numeroase școli și biserici. A ocupat funcții în cadrul Reuniunii Învățătorilor Ortodocși din Tractul Dej, al Congregației orășenești și județene, al Sinodului Arhidiecezan. Participă la înființarea Episcopiei Vadului, Feleacului și Clujului.

## Activitatea politică
Ca deputat în Adunarea Națională din 1 decembrie 1918 a fost delegat al Protopopiatului Ortodox din Dej. A fost ales vicepreședinte al Consiliului Național al județului Someș și îndeplinește funcția de senator în primul Parlament al României Mari .

## Recunoașteri
Pentru activitatea depusă în plan confesional, dar și în cel al luptei naționale a românilor ardeleni, Teodor Herman este distins cu „Medalia de aur”, cl. I, „Răsplata muncii pentru biserică”, Ordinul „Coroana României” în grad de comandor.